# Flyvestævne
Flyvestævne er en dansk dokumentarisk optagelse fra 1910 produceret af Nordisk Films Kompagni.

## Handling
Flyvestævne på Kløvermarken i København. Biplaner starter og lander. Maskine looper i luften. Nærbillede af maskine mærket "Dansk Luft Reden", og piloter. Faldskærmsudspring. "Sundflyvning". Flyvemaskine trækkes frem. Det er muligvis Robert Svendsens Øresundsflyvning 17. juli 1910. Herefter meget tidlige flyoptagelser, muligvis fra de allerførste flyvninger fra Kløvermarken. Næsten helt åben flyver starter fra sneklædt mark og flyver ind i tåge. Ved landingen beskadiges maskinen.